# Prem'er-Liga 2025-2026
La Prem'er-Liga 2025-2026, anche nota come Mir Russian Prem'er-Liga per motivi di sponsorizzazione, è la trentaquattresima edizione della massima serie del campionato russo di calcio dopo la dissoluzione dell'Unione Sovietica e la ventiquattresima edizione sotto l'attuale denominazione. Il campionato è iniziato il 18 luglio 2025 e terminerà il 23 maggio 2026. La squadra campione in carica è il Krasnodar.

## Stagione

### Novità
Inizialmente dalla stagione precedente sarebbero dovute retrocedere Orenburg e Fakel Voronež, ultime due classificate del campionato, insieme con il Pari Nižnij Novgorod, sconfitto negli spareggi promozione/retrocessione, venendo sostituite da Baltika e Torpedo Mosca, prime due classificate in Pervaja Liga, e Soči, vincitore degli spareggi promozione/retrocessione.
Tuttavia il Chimki, che aveva concluso la stagione al dodicesimo posto, è stato retrocesso a tavolino dalla federazione calcistica russa per mancanza di garanzie finanziarie. Dopo alcune settimane di incertezza, il 16 giugno 2025 il Chimki è stato ufficialmente retrocesso, con il Pari Nižnij Novgorod che è stato ripescato al suo posto.
Nel corso del giugno 2025 è stata aperta un'indagine su Vladimir Pisarskij, calciatore del Soči, per aver scommesso sulle partite della sua squadra. Il 3 luglio 2025 la federazione ha comminato una squalifica per un anno, ma in mancanza di prove che evidenziassero il coinvolgimento della squadra, questa non è stata penalizzata.
Il 19 giugno 2025 i dirigenti della Torpedo Mosca Leonid Sobolev e Valeri Skorodumov sono stati arrestati con l'accusa di aver tentato di corrompere l'arbitro Maksim Perezva: avrebbero offerto a Perezva 6.000.000 di rubli (approssimativamente 66.000) euro per favorire la Torpedo Mosca in tre gare che avrebbe dovuto arbitrare nel campionato di Pervaja Liga tra marzo e maggio 2025, con l'arbitro che avrebbe denunciato il tutto alla polizia. Le autorità hanno quindi avviato le indagini, perquisendo uffici e abitazioni e confiscando documenti e dispositivi di comunicazione, con la federazione calcistica russa che ha aperto un'indagine a sua volta. L'8 luglio 2025 l'arbitro Bogdan Golovko, che non aveva assegnato un rigore contro la Torpedo Mosca nell'ultima giornata della stagione 2024-2025, in una decisione che successivamente fu giudicata errata dalla federazione arbitrale, è stato arrestato con l'accusa di aver influenzato illegalmente la gara. Il 10 luglio 2025, otto giorni prima dell'inizio della stagione, la federazione calcistica ha escluso la Torpedo Mosca dal campionato, squalificando Skorodumov e Sobolev risettivamente per 10 e 5 anni e multando la società per 5 Milioni di Rubli (approssimativamente (55.000 euro). Il giorno successivo la federazione ha ripescato l'Orenburg in Prem'er-Liga, confermando che la Torpedo Mosca avrebbe giocato in Pervaja Liga per la stagione 2025-2026.

### Formula
Le sedici squadre partecipanti si affrontano in un girone all'italiana con partite di andata e ritorno per un totale di 30 giornate. La prima classificata al termine della stagione regolare è designata campione di Russia. Le ultime due classificate sono retrocesse in Pervaja Liga, mentre tredicesima e quattordicesima classificate vengono ammesse agli spareggi promozione/retrocessione contro terza e quarta classificate della Pervaja Liga per due posti in massima serie.

## Squadre partecipanti
| Club                   | Città           | Stadio                 | Stagione precedente            |
| ---------------------- | --------------- | ---------------------- | ------------------------------ |
| Achmat Groznyj         | Groznyj         | Achmat-Arena           | 14° in Prem'er-Liga            |
| Akron Togliatti        | Togliatti       | Samara Arena (Samara)  | 9° in Prem'er-Liga             |
| Baltika                | Kaliningrad     | Arena Baltika          | 1° in Pervaja Liga             |
| CSKA Mosca             | Mosca           | VĖB Arena              | 3° in Prem'er-Liga             |
| Dinamo Machačkala      | Machačkala      | Anži-Arena             | 11° in Prem'er-Liga            |
| Dinamo Mosca           | Mosca           | VTB Arena              | 5° in Prem'er-Liga             |
| Krasnodar              | Krasnodar       | Stadio FC Krasnodar    | Campione di Russia             |
| Kryl'ja Sovetov Samara | Samara          | Samara Arena           | 10° in Prem'er-Liga            |
| Lokomotiv Mosca        | Mosca           | RŽD Arena              | 6° in Prem'er-Liga             |
| Orenburg               | Orenburg        | Stadio Gazovik         | 15° in Prem'er-Liga, ripescato |
| Pari Nižnij Novgorod   | Nižnij Novgorod | Stadio Nižnij Novgorod | 13° in Prem'er-Liga, ripescato |
| Rostov                 | Rostov sul Don  | Rostov Arena           | 8° in Prem'er-Liga             |
| Rubin                  | Kazan'          | Kazan Arena            | 7° in Prem'er-Liga             |
| Soči                   | Soči            | Stadio olimpico Fišt   | 3° in Pervaja Liga             |
| Spartak Mosca          | Mosca           | Lukojl Arena           | 4° in Prem'er-Liga             |
| Zenit San Pietroburgo  | San Pietroburgo | Stadio San Pietroburgo | 2° in Prem'er-Liga             |

## Allenatori e primatisti
| Squadra                | Allenatore          | Giocatore più presente | Capocannoniere |
| ---------------------- | ------------------- | ---------------------- | -------------- |
| Achmat Groznyj         | Aleksandr Storozhuk |                        |                |
| Akron Togliatti        | Zaur Tedeev         |                        |                |
| Baltika                | Andrej Talalaev     |                        |                |
| CSKA Mosca             | Fabio Celestini     |                        |                |
| Dinamo Machačkala      | Chasanbi Bidžiev    |                        |                |
| Dinamo Mosca           | Valerij Karpin      |                        |                |
| Krasnodar              | Murad Musaev        |                        |                |
| Kryl'ja Sovetov Samara | Magomed Adiev       |                        |                |
| Lokomotiv Mosca        | Michail Galaktionov |                        |                |
| Orenburg               | Vladimir Slišković  |                        |                |
| Pari Nižnij Novgorod   | Aleksey Shpilevsky  |                        |                |
| Rostov                 | Jonatan Alba        |                        |                |
| Rubin                  | Rašid Rachimov      |                        |                |
| Soči                   | Robert Moreno       |                        |                |
| Spartak Mosca          | Dejan Stanković     |                        |                |
| Zenit San Pietroburgo  | Sergej Semak        |                        |                |

## Classifica finale
|                   | Pos. | Squadra                | Pt | G | V | N | P | GF | GS | DR  |
| ----------------- | ---- | ---------------------- | -- | - | - | - | - | -- | -- | --- |
| Russia (bandiera) | 1.   | Lokomotiv Mosca        | 13 | 5 | 4 | 1 | 0 | 13 | 6  | +7  |
|                   | 2.   | Krasnodar              | 12 | 5 | 4 | 0 | 1 | 11 | 3  | +8  |
|                   | 3.   | CSKA Mosca             | 11 | 5 | 3 | 2 | 0 | 11 | 4  | +7  |
|                   | 4.   | Rubin                  | 10 | 5 | 3 | 1 | 1 | 8  | 8  | 0   |
|                   | 5.   | Baltika                | 9  | 5 | 2 | 3 | 0 | 9  | 5  | +4  |
|                   | 6.   | Kryl'ja Sovetov Samara | 8  | 5 | 2 | 2 | 1 | 9  | 6  | +3  |
|                   | 7.   | Akron Togliatti        | 6  | 5 | 1 | 3 | 1 | 8  | 5  | +3  |
|                   | 8.   | Zenit San Pietroburgo  | 6  | 5 | 1 | 3 | 1 | 7  | 7  | 0   |
|                   | 9.   | Achmat Groznyj         | 6  | 5 | 2 | 0 | 3 | 5  | 6  | -1  |
|                   | 10.  | Dinamo Machačkala      | 5  | 4 | 1 | 2 | 1 | 3  | 3  | 0   |
|                   | 11.  | Orenburg               | 5  | 5 | 1 | 2 | 2 | 5  | 6  | -1  |
|                   | 12.  | Dinamo Mosca           | 5  | 5 | 1 | 2 | 2 | 4  | 6  | -2  |
|                   | 13.  | Spartak Mosca          | 5  | 5 | 1 | 2 | 2 | 6  | 10 | -4  |
|                   | 14.  | Rostov                 | 3  | 5 | 1 | 0 | 4 | 3  | 8  | -5  |
|                   | 15.  | Soči                   | 1  | 5 | 0 | 1 | 4 | 3  | 15 | -12 |
|                   | 16.  | Pari Nižnij Novgorod   | 0  | 4 | 0 | 0 | 4 | 2  | 9  | -7  |

Legenda:
      Campione di Russia
 Ammessa allo spareggio promozione-retrocessione.
      Retrocesse in Pervaja Liga 2026-2027.
Note:
Tre punti a vittoria, uno a pareggio, zero a sconfitta.
La classifica viene stilata secondo i seguenti criteri:
- Punti conquistati
- Punti conquistati negli scontri diretti
- Partite vinte negli scontri diretti
- Differenza reti negli scontri diretti
- Reti realizzate in trasferta negli scontri diretti
- Partite vinte
- Differenza reti generale
- Reti totali realizzate
- Reti totali realizzate in trasferta